# Swedish Content Agencies
Swedish Content Agencies, till 2012 Sveriges Uppdragspublicister, var en branschorganisation för uppdragspublicister i Sverige, som 2009 hade 19 medlemsföretag. Medlemsföretagen producerade redaktionell kommunikation, det vill säga kundtidningar – för konsument eller B2B – personaltidningar, medlemstidningar och lobbytidningar för organisationer, nyhetsbrev– i tryckt och digital form – böcker, webbtidningar, webb-tv och liknande.
Swedish Content Agencies delade en tid ut det  årliga priset Swedish Content Awards (tidigare Guldbladet) för de bästa produktionerna inom innehållsmarknadsföring.
Swedish Content Agencies samarbetade med Sveriges Annonsörer och Sveriges Tidskrifter och är medlem i ICPF, International Customer Publishing Forum.